# (17) Tetis
(17) Tetis és un gran asteroide del cinturó d'asteroides. És un asteroide de tipus S, pel que té una superfície bastant brillant i una composició de silicats i metàl·lica, ferro-níquel. Va ser descobert per Karl Theodor Robert Luther el 17 d'abril de 1852 des de Dusseldorf. Va ser el primer asteroide que va descobrir. El seu nom procedeix de Tetis, la mare d'Aquil·les a la mitologia grega.